# World of Warplanes
World of Warplanes es un juego free to play de combates aéreos de tipo MMO. Es un juego de acción creado por Wargaming, basado en la Época dorada de aviación militar. El juego se lanzó el 12 de noviembre de 2013, en CIS países y el 13 de noviembre de 2013, en América del Norte y en Europa. Es similar a los juegos World of Tanks y World of Warships.

## Historia
El plan de Wargaming para desarrollar un juego de combates aéreos de tipo MMO fue concebido durante las primeras etapas de World of Tanks. World of Warplanes fue anunciado en el E3 de 2011, dos meses después de ser anunciado el World of Tanks en Europa y América del Norte. El desarrollo de este juego fue asignado a Persha Studia, el centro de desarrollo basado en Kiev de Wargaming.
El juego fue un prototipo solo durante dos meses. La primera fase alfa empezó agosto de 2011.
Wargaming exhibió el primer tráiler público de World of Warplanes en la Gamescom en agosto de 2011. Wargaming Primero mostró una manifestación cerrada de la versión de alfa a periodistas en la Igromir Expo en octubre de 2011.
Las aeronaves americanas fueron uno de los primeros aviones que fueron añadidos al árbol de tecnología de World of Warplanes.
La versión alfa de World of Warplanes empezó reclutando jugadores de prueba en el 23 de febrero de 2012. La fase beta de World of Warplanes empezó a cerrarse el 30 de mayo de 2012. El juego recibió alrededor de dos millones de registros en los primeros tres meses después del lanzamiento.
World of Warplanes fue seleccionado el Juego OnLine más solicitado de Europa en los Premios de Juegos Europeos en 2012.
El 4 de abril de 2013, el no-acuerdo de revelación fue creado para los jugadores de la beta de prueba, dejando a los testers de la beta compartir sus opiniones, sus capturas de pantalla, y vídeos jugando al juego. En aquel tiempo, el juego ofreció seis campos de batalla y alrededor de 80 modelos de aeronaves de la URSS, de los EE. UU., de Alemania, y de Japón. El periodo Beta de World of Warplanes se abrió el 2 de julio de 2013.

## Visión general
World of Warplanes presenta alrededor de 100 vehículos de Alemania, de la Unión Soviética, de EE. UU., de Japón, de Gran Bretaña y de China; dejando a los jugadores escoger entre cuatro clases de avión de combate principales: De ataque, combatientes pesados, combatientes multiusos y luchadores.
Cada árbol de tecnología nacional introduce escuadrones de aviones que oscilan según nivel desde la categoría 1 (I), hasta la categoría 10 (X), que es el de la aeronave avanzada. Todos los aviones de combate pueden ser desbloqueados y mejorados a través de tu progresión en las partidas.
Cada clase de aeronave varía en vuelo y potencia de fuego dependiendo de la nación de la que sea, también hay diferencias en los distintos aviones dentro de una misma categoría. Por ejemplo, un luchador soviético o un luchador japonés del será más horizontalmente maniobrable que uno alemán y americano, pero por otra parte, tendrá limitada su maniobrabilidad vertical. 
Los árboles de tecnología se irán ampliando a medida que el juego evolucione. Naciones nuevas y aeronaves adicionales para el árbol de tecnología de cada nación serán introducidos gradualmente.

### Modos de juego
El juego tiene sesiones PvP de combate con dos escenarios que: Modo entrenamiento y Batallas clásicas. 
El modo entrenamiento está dirigido para los novatos, ayudándolos a mejorar el control de la aeronave básico, mejorar las habilidades y practicar el disparo a objetivos estáticos y móviles por medio de una serie de lecciones.
En las batallas clásicas, los jugadores destruyen todas las aeronaves enemigas para conseguir superioridad y obtener más puntos por destruir objetos de tierra y aviones.

### Sistema económico
El sistema económico en World of Warplanes es similar al de World of Tanks, pero finalmente se basa en las características y necesidades concretas de cada combate aéreo.
El juego presenta tres tipos de moneda de juego:Créditos, experiencia, y oro (los tokens eran una forma de moneda provisional dentro del juego utilizados en lugar de oro durante etapa de testaeo en la Beta pública).

#### Cuenta de Premium Asocidas
Todos los juegos de Wargaming.net utilizan un "Sistema de Cuenta Unificado". Jugadores quiénes tienen una cuenta asociada de World of Tanks o de World of Warplanes pueden compartir sus monedas de juego, tiempo premium, experiencia, y oro (moneda en el juego con valor de dinero real). Las cuentas asociadas comparten la misma información de registro: Email y contraseña. Pueden ser utilizados en World of Tanks y de World of Warplanes. Una cuenta premium proporciona 50% experiencia extra y créditos por cada batalla siendo así una manera más rápida de aumentar formación de tripulación y mejorar al árbol de tecnología.

## Recepción
World of Warplanes ha recibido muchas revisiones y actualmente cada 100 personas que juegan este juego, 10 puntúan positivo. Actualmente, no supera los 150 jugadores simultáneos al día.